# Байо (лунный кратер)
Кратер Байо (лат. Baillaud), не путать с кратером Байи (лат. Bailly) — крупный ударный кратер в северной приполярной материковой области на видимой стороне Луны. Название дано в честь французского астронома Эдуарда Бениамина Байо (1848—1934) и утверждено Международным астрономическим союзом в 1935 г. Образование кратера предположительно относится к донектарскому периоду.

## Описание кратера

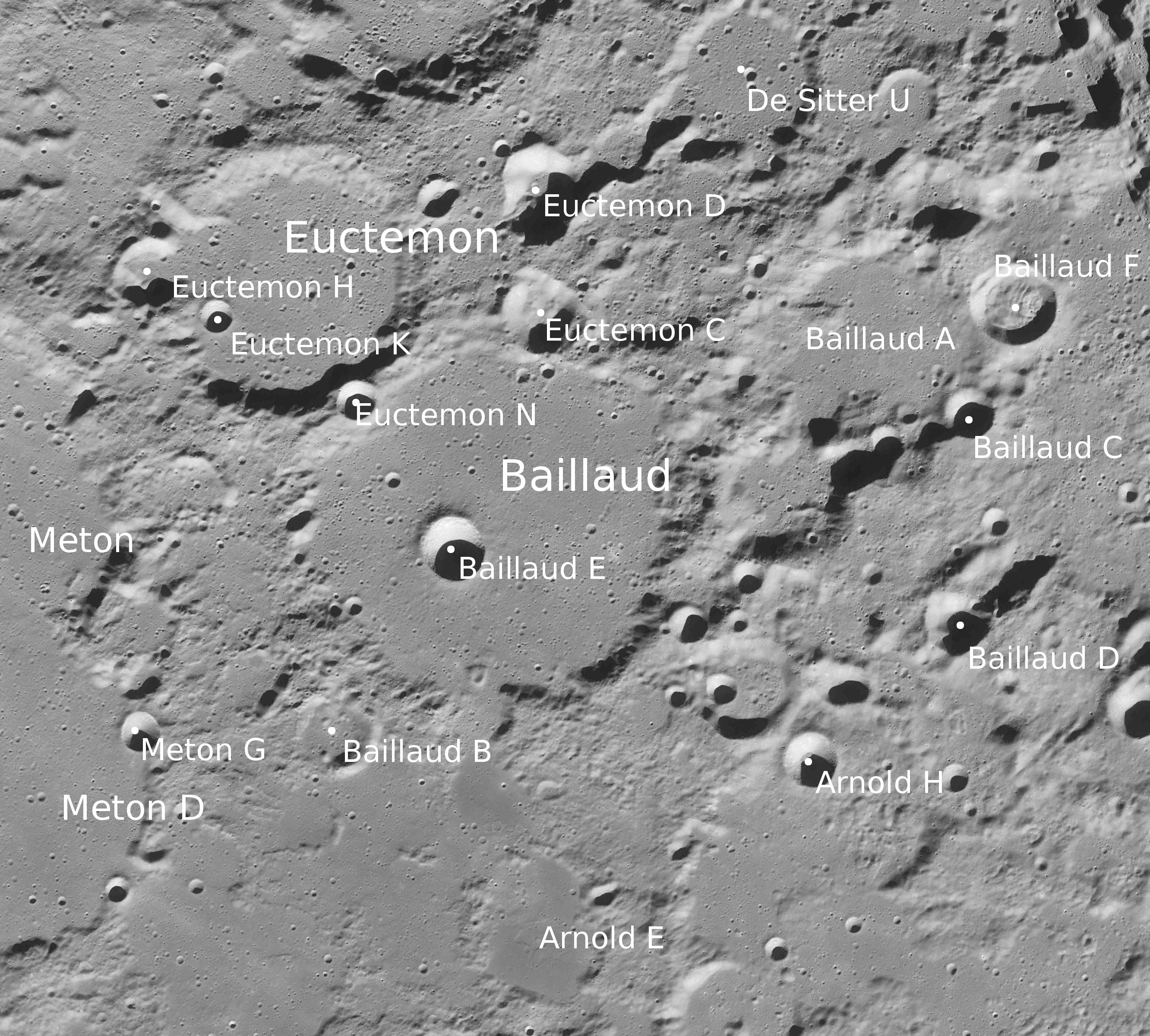
Окрестности кратера Байо. Снимок зонда Lunar Reconnaissance Orbiter.

Ближайшими соседями кратера являются кратер Евктемон на северо-западе, частично перекрывающий вал кратера; кратер Де Ситтер на севере; кратер Петерман на востоке; кратер Арнольд на юге; кратер Нейсон на юге-юго-западе и кратер Метон на западе. Селенографические координаты центра кратера — 74°37′ с. ш. 37°21′ в. д. / 74,61° с. ш. 37,35° в. д., диаметр — 89 км, глубина — 1760 м.
Вал кратера сильно разрушен последующими импактами за время своего существования, превратившись фактически в кольцевой хребет с разрывом в южной части. Высота вала над окружающей местностью составляет 1410 м, объем кратера приблизительно 7600 км³. Дно чаши кратера заполнено лавой, которая выровняла его. Центральный пик отсутствует. В чаше кратера находится несколько небольших кратеров, самый заметный из них — сателлитный кратер Байо E (см. ниже) в западной части кратера.
За счет своего расположения у северного лимба Луны кратер при наблюдениях имеет искаженную форму.

## Сателлитные кратеры

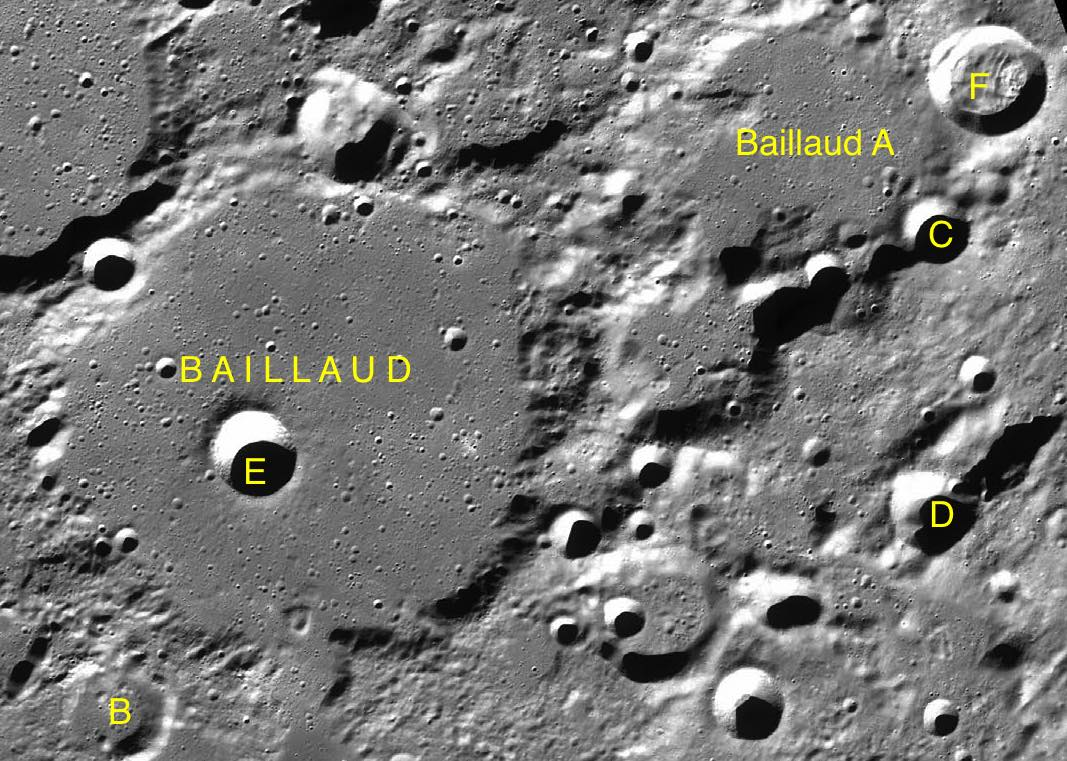
Фрагмент карты LAC-4.

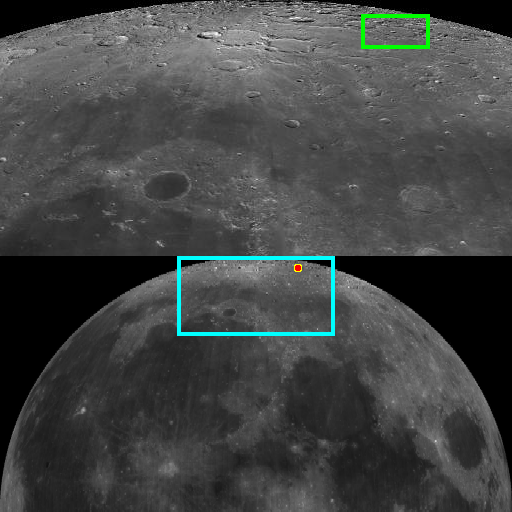
Месторасположение кратера

| Байо | Координаты                                            | Диаметр, км |
| ---- | ----------------------------------------------------- | ----------- |
| A    | 75°37′ с. ш. 48°17′ в. д. / 75,61° с. ш. 48,28° в. д. | 55,6        |
| B    | 72°56′ с. ш. 32°55′ в. д. / 72,93° с. ш. 32,91° в. д. | 18,1        |
| C    | 74°54′ с. ш. 50°55′ в. д. / 74,90° с. ш. 50,91° в. д. | 11,4        |
| D    | 73°25′ с. ш. 49°17′ в. д. / 73,41° с. ш. 49,28° в. д. | 15,4        |
| E    | 74°20′ с. ш. 35°57′ в. д. / 74,33° с. ш. 35,95° в. д. | 14,3        |
| F    | 75°37′ с. ш. 53°01′ в. д. / 75,62° с. ш. 53,02° в. д. | 18,8        |

## Галерея

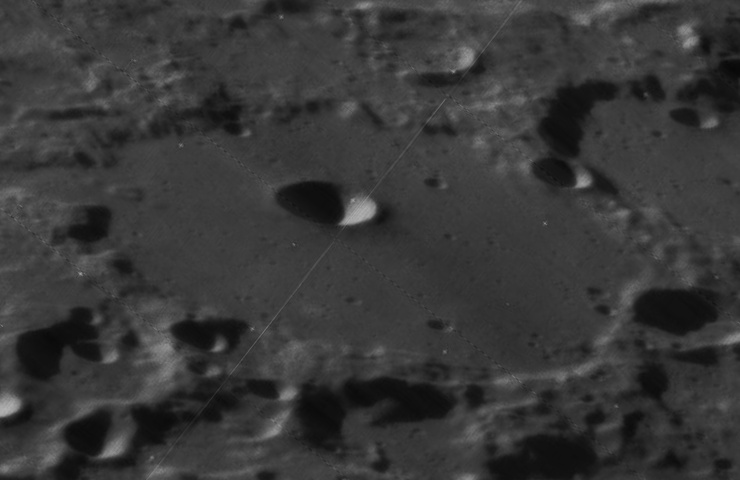
Снимок зонда Lunar Orbiter - IV.
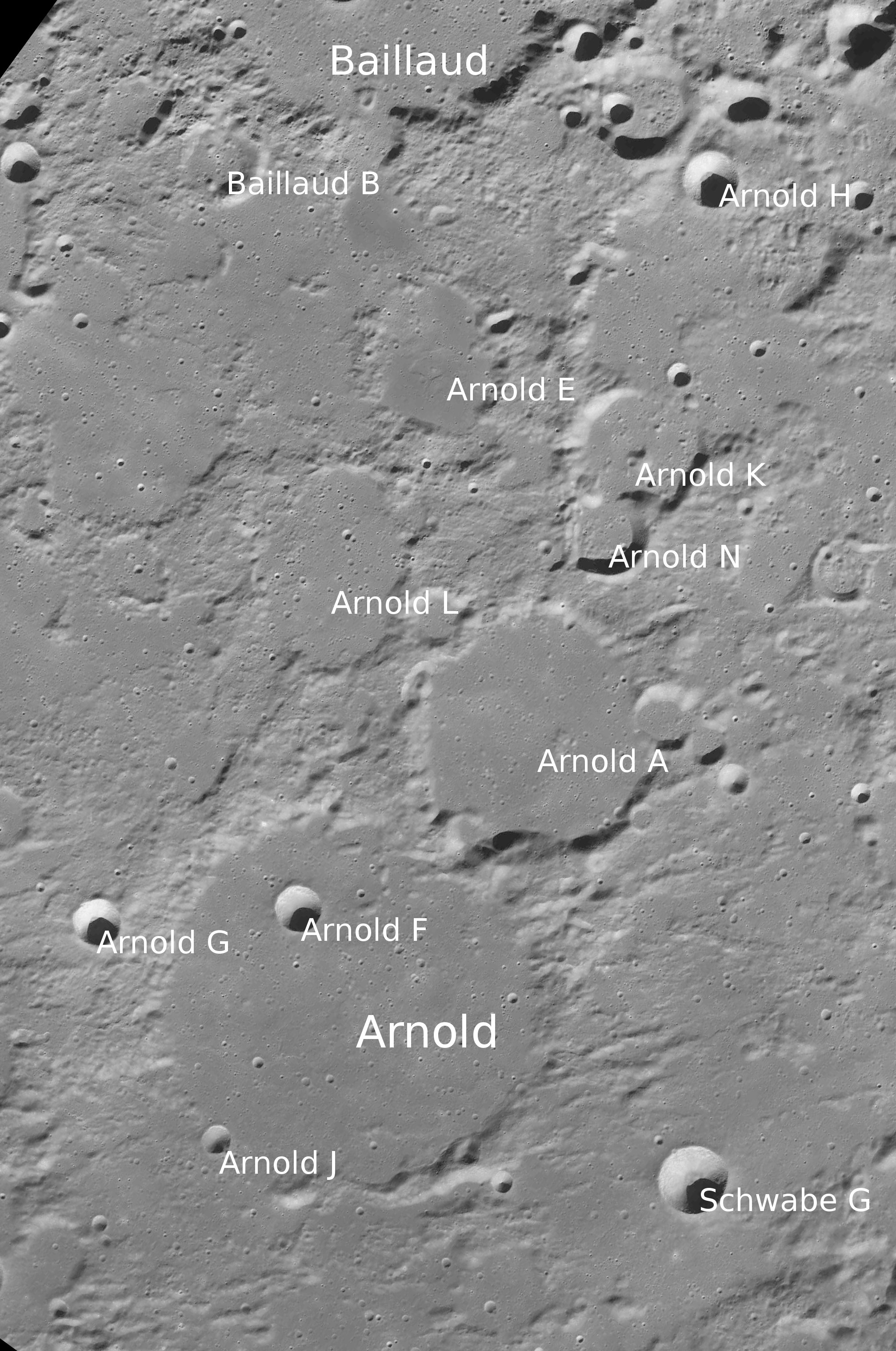
Южные окрестности кратера Байо. Снимок Lunar Reconnaissance Orbiter.